# Suursoo
Suursoo és un poble de la parròquia de Rae, al comtat de Harju, al nord d'Estònia. Segons el cens de 2010, té una població de 78 habitants.

## Població[2]
| Any      | 1959 | 1970 | 1979 | 1989 | 1996 | 2003 | 2008 | 2009 |
| -------- | ---- | ---- | ---- | ---- | ---- | ---- | ---- | ---- |
| Població | 96   | 79   | 72   | 60   | 51   | 65   | 70   | 71   |